# Hister putridus
Hister putridus är en skalbaggsart som beskrevs av Wilhelm Ferdinand Erichson 1834. Hister putridus ingår i släktet Hister och familjen stumpbaggar. Inga underarter finns listade i Catalogue of Life.